# نو هیون-سوک
نو هیون-سوک (انگلیسی: Noh Hyun-suk؛ زادهٔ ۱۰ اکتبر ۱۹۶۶) بازیکن هندبال اهل کره جنوبی بود.
از افتخارات وی میتوان به کسب مدال نقره در بازی‌های المپیک تابستانی ۱۹۸۸ اشاره کرد.